# Bill Gibson (Musiker)
William Scott Gibson (* 13. November 1951 in Sacramento) ist ein US-amerikanischer Musiker und Gründungsmitglied der Band Huey Lewis & the News. In der Gruppe spielt er Schlagzeug, beherrscht aber auch Gitarre, Klavier und Bass.

## Biografie
Gibsons erste Band war Sound Hole, in der er zusammen mit Johnny Colla und Mario Cipollina spielte. 1975 veröffentlichte die Gruppe eine Single mit dem Titel Everyday (For The Rest Of My Life). Gemeinsam mit Huey Lewis und Sean Hopper gründeten die drei Musiker 1979 Huey Lewis and the American Express und holten Chris Hayes als Gitarristen in die Band.
Nach einer Umbenennung in Huey Lewis & the News erhielten sie einen Plattenvertrag. Seit der Veröffentlichung ihres Debütalbums 1980 war Gibson an der Aufnahme aller bisher erschienenen Alben der Band beteiligt.

## Diskografie (Auszug)
- Huey Lewis and The News (1980)
- Picture This (1982)
- Sports (1983)
- Fore! (1986)
- Small World (1988)
- Hard at Play (1991)
- Four Chords & Several Years Ago (1994)
- Plan B (2001)
- Live at 25 (2005)
- Soulsville (2010)